# Nektaria Panagi
Nektaria Panagi (* 20. März 1990 in Larnaka) ist eine zyprische Leichtathletin, die sich auf den Weitsprung spezialisiert hat.

## Sportliche Laufbahn
Ihren ersten internationalen Wettkampf bestritt Nekataria Panagi bei den Jugendweltmeisterschaften 2007 in Ostrava, bei denen sie aber bereits in der Qualifikation ausschied. Bei den Spielen der kleinen Staaten Europas (GSSE) in Monaco gewann sie aber im Alter von 17 Jahren die Goldmedaille mit 5,81 m. Diesen Erfolg wiederholte sie bei den GSSE 2009 in Nikosia. Bei den Mittelmeerspielen in Pescara erreichte sie den fünften Platz. Bei den Junioreneuropameisterschaften in Novi Sad kurz darauf schied sie hingegen in der Qualifikation aus. 2011 gewann sie zum dritten Mal Gold bei den GSSE in Schaan. Zudem belegte sie bei den U23-Europameisterschaften in Ostrava den zehnten Platz im Finale. 2012 qualifizierte sie sich für die Europameisterschaften in Helsinki, bei denen sie sich aber nicht für das Finale qualifizieren konnte. 2013 siegte sie bei den GSSE in Luxemburg und bei den Mittelmeerspielen in Mersin.
2014 qualifizierte sie sich für die Commonwealth Games in Glasgow, bei denen sie den siebten Platz im Finale belegte. Bei den Europameisterschaften in Zürich schied sie erneut mit 6,12 m in der Qualifikation aus. 2015 nahm sie an der Universiade in Gwangju teil und verpasste dort als Vierte nur knapp eine Medaille. 2016 qualifizierte sie sich für die Europameisterschaften in Amsterdam, bei denen sie erneut nicht das Finale erreichte. 2017 qualifizierte sie sich zum ersten Mal für die Weltmeisterschaften in London, bei denen sie mit 6,43 m in der Qualifikation ausschied. Wenige Wochen später nahm sie zum zweiten Mal an den Weltstudentenspielen in Taipeh teil und gewann dort die Silbermedaille hinter der Rumänin Alina Rotaru.
2018 nahm Panagi erneut an den Commonwealth Games im australischen Gold Coast teil und belegte dort mit 6,44 m den sechsten Platz. Bei den Mittelmeerspielen in Tarragona wurde sie mit einer Weite von 6,61 m Vierte und erreichte bei den Europameisterschaften in Berlin mit 6,29 m den elften Platz im Finale. 2019 erreichte sie bei den Europaspielen in Minsk mit 6,19 m Rang elf und Anfang Oktober schied sie bei den Weltmeisterschaften in Doha mit 6,21 m in der Qualifikation aus. 2021 wurde sie dann bei den Balkan-Meisterschaften in Smederevo mit 6,30 m Fünfte.
In den Jahren 2011 sowie von 2016 bis 2019 wurde Panagi zyprische Meisterin im Weitsprung.